# Nicola Arigliano
Nicola Arigliano (Squinzano, 6 de diciembre de 1923 – 30 de marzo de 2010) fue un cantante de jazz, músico y actor ocasional italiano.
A muy tierna edad, huyó de su casa por debido a las humillaciones recibidas incluso por los miembros de su propia familia debido a su tartamudez y se mudó a Turín, donde fue acogido por otros inmigrantes. Se trasladó a Milán y posteriormente a Roma, donde trabajó en diferentes empleos.
Después de estudiar teoría musical, aprendió a tocar saxofón y cantó en diferentes orquestas. Arigliano se hizo primero conocido en 1952 gracias a su participación en el Festival de Jazz de Newport (por sugerencia de Marshall Brown), que de vuelta a Italia le consiguió varias apariciones televisivas y que dio paso a su carrera profesional. Después de la grabación de su primer single en 1956 para RCA, participó en Canzonissima, y en 1960 alacanzó su primer éxito con la canción "I Sing Ammore", que llegó al noveno puesto de la lista de éxitos italiana. En 1961 consiguió su mayor éxito con la canción "Sentimentale", que llegó al número uno de la lista de éxitos, mientras que en 1964 participó en el Festival de San Remo con la canción "20 Km Al Giorno".
Su canción Permettete signorina también tuvo su versión en inglés cantada por Nat King Cole: Cappuccina. En 1968, Arigliano se trasladó a Magliano Sabina y espació significatimente su actividad. En 2005 volvió al Festival de San Remo y ganó el Premio de la Crítica con la canción "Colpevole".